# صموئيل كوستر
صموئيل كوستر هو كاتب مسرحي وكاتب هولندي، ولد في 16 سبتمبر 1579، وتوفي في 1665.